# PDRM FA
El PDRM FA es un equipo de fútbol de Malasia que juega en la Liga Premier de Malasia, la segunda división de fútbol en el país.

## Historia
Fue fundado en el año 1990 en la capital Kuala Lumpur con el nombre Royal Malaysia Police Football Association y es el equipo que representa a la Policía Real de Malasia y logró su primer ascenso a la Super Liga de Malasia para la temporada 2007/08, donde estuvo dos temporadas hasta su descenso tras quedar último lugar en la temporada 2009.
Estuvo 5 temporadas en la Liga Premier de Malasia hasta que consiguió su segundo ascenso a la máxima categoría luego de ganar el título de la categoría en 2014.

## Palmarés
- Liga Premier de Malasia: 2[2]

2007, 2014
- Copa POMIS: 1[3]

2015

## Récords y estadísticas

### Por Torneo
- Más goles en una temporada: 47 –  Khairul Izuan Abdullah, 2009–presente
- Más goles en la Super Liga de Malaysia: 20 –  Dramane Traoré, 2015
- Más goles en la Copa de Malasia: 9 –  Ali Ashfaq, 2014–presente
- Más goles en la FA Cup: 3
  -  Dramane Traoré, 2015
  -  Charles Chad, 2014

### En una Temporada
- Más goles en una temporada en general: 29 –  Dramane Traoré, 2015
- Más goles en una temporada en la Super Liga de Malasia: 20 –  Dramane Traoré, 2015
- Más goles en una temporada de la Malaysia Cup: 6 –  Ali Ashfaq, 2014
- Más goles en una temporada de la FA Cup: 3
  -  Dramane Traoré, 2015
  -  Charles Chad, 2014